# Ryan YQM-98
Ryan YQM-98 (Compass Cope R) – amerykański, strategiczny bezzałogowy aparat latający (UAV - unmanned aerial vehicle) opracowany na początku lat 70. XX wieku przez firmę Ryan Aeronautical Company w ramach programu Compass Cope zainicjowanego przez United States Air Force w 1971 roku. Celem projektu było opracowanie bezpilotowego aparatu rozpoznawczego zdolnego do bardzo długich lotów.

## Historia
Firma Ryan Aeronautical Company była autorem bardzo udanego bezzałogowego celu latającego Ryan Firebee, którego konstrukcja była na tyle elastyczna, że umożliwiła firmie dokonanie wielu modernizacji, tworząc różnorakie wersje rozpoznawcze a nawet modele przenoszące uzbrojenie. Doświadczenia z użyciem wersji Ryan Model 147 podczas wojny w Wietnamie skierowały zainteresowanie inżynierów wytwórni w kierunku wyspecjalizowanych, strategicznych maszyn zwiadowczych, których osiągi pozwalałyby na długotrwałe i dalekodystansowe loty. Pierwszą próbą stworzenia takiego aparatu był Ryan AQM-91 Firefly, który pomimo osiągnięcia zakładanych parametrów lotu, nie został skierowany do produkcji seryjnej. Winna temu była polityka, głównym celem zainteresowania amerykańskich strategów były w owym okresie komunistyczne Chiny i ich doświadczenia z bombą atomową. Jednak zainicjowana przez prezydenta Richarda Nixona polityka normalizacji stosunków z Chinami, nie sprzyjała prowadzeniu zwiadowczych misji nad chińskim terytorium z użyciem bezpilotowych aparatów. Zdecydowanie bardziej "poprawne politycznie" i bezpieczniejsze dla wzajemnych relacji były loty satelitów szpiegowskich. Pomimo tego siły powietrzne nadal były zainteresowane pozyskaniem strategicznego aparatu szpiegowskiego, którego koszty eksploatacji były zdecydowanie niższe niż sztucznych satelitów. W 1971 roku US Air Force ogłosiło rozpoczęcie pod kryptonimem Compass Cope programu mającego na celu pozyskanie tego typu maszyny. Do konkursu stanęły dwie firmy, Boeing ze swoim YQM-94 oraz Ryan ze zmodernizowanym AQM-91 Firefly, oznaczonym jako YQM-98. Pierwszy lot aparatu odbył się w sierpniu 1974 roku. Niestety dla Ryana, pomimo tego, że jego konstrukcja spełniła pokładane w niej nadzieje, w 1976 roku zwycięzcą rywalizacji została maszyna tańsza w eksploatacji, którą była konstrukcja Boeinga. Boeing również nie nacieszył się swoim sukcesem, cały program Compass Cope został anulowany w 1977 a całość zadań związanych z rozpoznaniem strategicznym przejęły satelity zwiadowcze oraz samoloty załogowe Lockheed U-2.

## Konstrukcja
YQM-98 był kompozytowym, wolnonośnym dolnopłatem z trójpodporowym podwoziem chowanym w locie z przednim podparciem. Skrzydła o bardzo dużym wydłużeniu i niewielkim skosie. Na grzbiecie kadłuba, podobnie jak to miało miejsce w modelu AQM-91, umieszczono silnik turbowentylatorowy. Dzięki takiemu rozwiązaniu zmniejszono widoczność śladu cieplnego jaki zostawiały rozgrzane spaliny silnikowe aparatu. Zmodyfikowane usterzenie klasyczne z dwoma statecznikami pionowymi umieszczonymi w połowie stateczników poziomych. Aparat samodzielnie startował i lądował a następnie wykonywał lot po wcześniej zaplanowanej i zaprogramowanej trasie.